# KGHM Dialog Polish Indoors 2004
Il KGHM Dialog Polish Indoors 2004 è stato un torneo di tennis facente parte della categoria ATP Challenger Series nell'ambito dell'ATP Challenger Series 2004. Il torneo si è giocato a Breslavia in Polonia dal 2 all'8 febbraio 2004 su campi in cemento indoor.

## Vincitori

### Singolare
Karol Beck ha battuto in finale  Jan Hernych con il punteggio di 6(4)–7, 6–2, 6–2

### Doppio
Dominik Hrbatý /  Michael Kohlmann hanno battuto in finale  Bartlomiej Dabrowski /  Łukasz Kubot con il punteggio di 7–5, 6–3